# Comic LO
Comic LO (COMICエルオー, Komikku Eru Ō), abreviada como LO, é uma revista erótica de mangá japonesa voltada ao público lolicon.
A revista é publicada pela editora Akane Shinsha desde sua edição inaugural de outubro de 2002, lançada em 20 de setembro de 2002, Inicialmente, a publicação ocorria de forma irregular até maio de 2004, quando adotou uma periodicidade mensal. Esse formato foi mantido até agosto de 2023, quando a revista passou a ser publicada bimestralmente. 
O título "LO" é uma abreviação de "Lolita Only", refletindo o foco da publicação em personagens fictícias jovens ou com aparência juvenil.

## História
A Comic LO desempenhou um papel significativo no aumento da popularidade dos mangás voltados ao público lolicon no início dos anos 2000, ajudando a impulsionar um pequeno "boom" no gênero durante o período inicial de sua publicação.
Originalmente, a revista surgiu como uma edição especial vinculada a outras publicações eróticas, mas conquistou autonomia e passou a ser lançada como uma publicação independente em 21 de dezembro de 2005.
Posteriormente, em 22 de maio de 2010, a editora responsável pela Comic LO emitiu um comunicado oficial em seu site, destacando esforços para combater a distribuição ilegal da revista por meio de uploads não autorizados.
Em dezembro de 2015, foi revelado um exemplo dos padrões editoriais da Comic LO em relação à arte. O artista Amagappa Shōjogun, colaborador da revista, recebeu orientações para desenhar personagens femininas com aparência próxima à de crianças de 9 anos, com a justificativa de que a idade visual de 8 anos seria considerada "muito jovem".
Na edição de junho de 2022 (lançada em 21 de abril do mesmo ano), houve uma escassez de manuscritos de mangá enviados, e como também não foi possível reduzir o preço da revista, como uma medida desesperada, foi lançada uma edição especial intitulada "Edição Especial de Caridade - LO Charity Special". Nesta edição, parte das vendas da revista, no valor de 1 milhão de ienes, foi doada para a Cruz Vermelha Japonesa.
Em setembro de 2023, a editora anunciou o lançamento de uma nova edição exclusiva para plataformas digitais, intitulada COMIC LOE. A primeira edição foi publicada em 30 de setembro de 2023, contando com contribuições de alguns dos artistas mais populares da revista original e apresentando obras com um número consideravelmente maior de páginas além de temas específicos compartilhados entre outras histórias.
A partir da edição de outubro de 2023, a periodicidade da Comic LO foi alterada para o formato bimestral.
As edições físicas passaram a ser lançadas no dia 21 a cada dois meses, enquanto as versões digitais são disponibilizadas no dia 1 do mês subsequente.

### Ilustrações de Capa
Desde a primeira edição, a ilustração de capa da Comic LO é criada pelo ilustrador Takamichi, enquanto o design gráfico é realizado por Kazuo Miyamura. Diferentemente do estilo sensual frequentemente associado a revistas de mangá para adultos, as capas da Comic LO geralmente apresentam ilustrações mais convencionais de garotas, com um tom mais leve e cotidiano.
Apesar disso, algumas edições específicas, como as de abril de 2009, maio de 2011, junho de 2014, maio de 2015, abril de 2017 e maio de 2017, incluíram representações ocasionais de nudez, incluindo total nudez, embora esses casos sejam considerados exceções à abordagem visual habitual da revista.

## Controvérsias

### Suspensão de vendas por grandes sites de comércio eletrônico
Em março de 2012, ocorreu uma controvérsia em torno da suspensão de todas as vendas da revista em grandes marketplaces online como a Amazon.
Um artigo no Weekly Friday Online, em maio do mesmo ano, apontou que o incidente foi desencadeado por uma campanha de oposição às vendas usando o Twitter, liderada por uma mulher que se autodenominava uma opositora à pornografia infantil. No entanto, um artigo da revista Men's Saizo, em março do mesmo ano, especulou que a causa foi uma carta de protesto escrita por uma mulher, mas a relação de causa e efeito não estava clara. De acordo com a editora Akane Shinsha, a razão para a suspensão das vendas não foi comunicada à editora, e as tentativas de obter respostas da Amazon, conforme entrevista conduzida pela Men's Saizo, foram infrutíferas.
Até o ano de 2023, a Amazon não retomou a venda da revista, incluindo o Amazon Kindle, e não está sendo oferecida no Marketplace. No entanto, outros itens, como artbooks e edições individuais, estão sendo oficialmente comercializados, mesmo que a revista em questão não esteja disponível.

### Suspensão de Conta no Twitter
Em 4 de dezembro de 2017, foi confirmado que a conta oficial no Twitter da Comic LO havia sido suspensa, impossibilitando o acesso a informações anteriores e outros conteúdos publicados na plataforma. A suspensão foi comunicada por meio das contas associadas a revistas irmãs e suplementares, como a Comic KOH. Na ocasião, os responsáveis pela publicação anunciaram que estavam solicitando a reativação da conta junto à plataforma.
Como alternativa, uma nova conta foi criada na instância Pawoo do Mastodon, utilizando o mesmo nome de usuário anterior, garantindo a continuidade da presença da revista em redes sociais.